# 卡多馬
卡多馬是津巴布韋的城市，由西馬紹納蘭省負責管轄，位於首都哈拉雷西南140公里，海拔高度1,162米，建城於1890年代，當地礦場出產金、銅和鎳，2007年人口約81,000。